# HD 32450
HD 32450은 토끼자리 방향으로 지구로부터 약 27 광년 떨어져 있는 적색 왜성이다. 이 별은 태양계에 약 35만 년 후 14.8 광년까지 접근할 것이다.